# Otto Gottfried von Lütgendorff-Leinburg

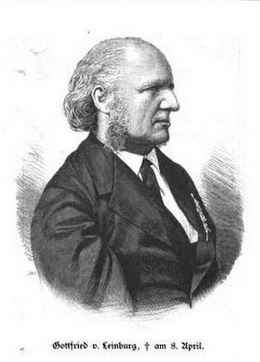
Otto Gottfried von Lütgendorf-Leinburg

Otto Gottfried von Lütgendorff-Leinburg (* 30. September 1825 in Preßburg; † 8. April 1893 in Wien) war ein österreichischer Schriftsteller und Übersetzer.

## Leben
Otto Gottlieb Freiherr von Lütgendorff-Leinburg entstammte einer deutsch-österreichischen Familie, die wahrscheinlich aus Westfalen stammte, lange in Franken ansässig war und sich auch über kaiserliche Dienste in Österreich ausbreitete. Sein Vater war der Maler Ferdinand von Lütgendorff-Leinburg.
Otto Gottfried von Lütgendorff-Leinburg studierte Germanistik und Skandinavistik; zuerst in Bonn bei Ernst Moritz Arndt, dann in Würzburg und schließlich deutsche Philologie und Philosophie in München. Seine sprachliche Begabung wurde schon während seiner Studentenzeit von August Wilhelm Schlegel entdeckt und anerkannt.
Nach seiner Heirat mit der Jugendschriftstellerin Maria von Andechs (Anna Maria (Fanny), geb. Schüler, gen. v. Andechs, * 20. August 1836 in Aschaffenburg; † 15. August 1867 in Preßburg) lebte er abwechselnd in München und Preßburg und arbeitete als freier Schriftsteller und Übersetzer für skandinavische Sprachen. Darüber hinaus war er ein begehrter Rezitator, der der Preßburger Gesellschaft die deutsche klassische Literatur in zahlreichen Vorträgen vermittelte und nahebrachte. Er war nicht nur Dolmetscher für Schwedisch, sondern übersetzte auch dänische (z. B. Adam Oehlenschläger) und schwedische (z. B. Esaias Tegnér) Schriftsteller ins Deutsche. Er wurde als erster Deutschsprachiger von der Universität Lund in Schweden zum Dr. phil. promoviert.
Sein Sohn war der Maler, Grafiker und Museumsfachmann Willibald Leo von Lütgendorff-Leinburg.
Seine Tochter Christina Franziska von Lütgendorff-Leinburg (geb. 22. Februar 1862 in Wien-Hietzing) heiratete in Wien den Buchhändler Eduard Johann Loll.

## Veröffentlichungen
- Schillers Lied von der Glocke, 1845
- Die gotische Schule, 1860
- Das Paradies meiner Kindheit, 1909 (aus dem Nachlass)
- Kleiner Hausschatz der deutschen Poesie (Hrsg.), 1861